# Georg Haas (Zoologe)

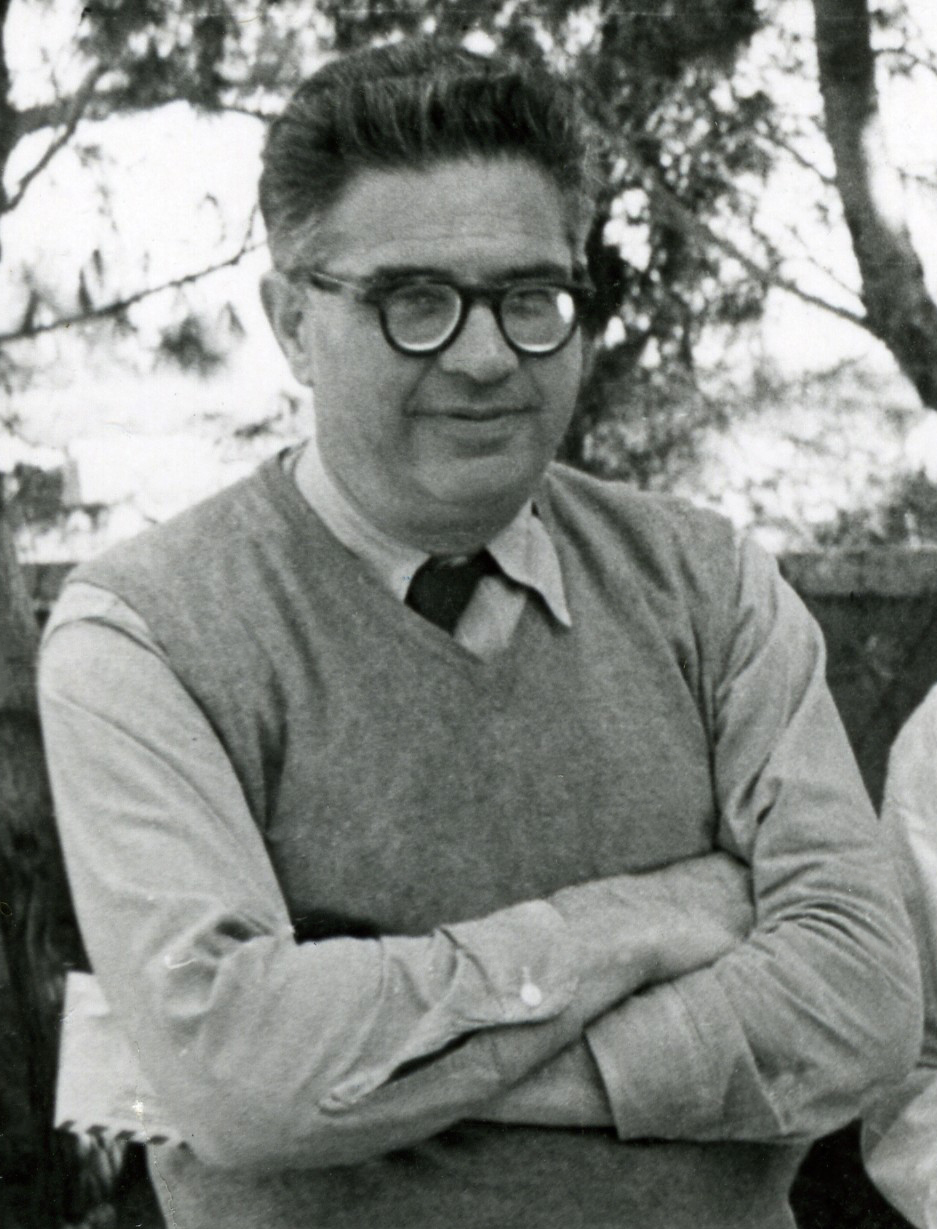
Georg Haas (1955)

Georg Haas (* 19. Januar 1905 in Wien; † 13. September 1981 in Jerusalem) war ein israelischer Herpetologe und Paläontologe österreichischer Herkunft.

## Leben
Während seines Zoologie-Studiums an der Universität Wien belegte Haas Lehrveranstaltungen bei Jan Versluys, Franz Werner und Otto von Wettstein. 1928 wurde er mit einer Dissertation über die funktionelle Schädelanatomie von primitiven Schlangen und Giftschlangen zum Doktor der Philosophie promoviert. Nach einem kurzen Aufenthalt am Kaiser-Wilhelm-Institut in Berlin von 1931 bis 1932 emigrierte er in das Mandatsgebiet Palästina, wo er an der Hebräischen Universität Jerusalem lehrte und forschte. 1976 ging er in den Ruhestand.
Neben seiner anatomischen und morphologischen Arbeit studierte Haas die Verbreitung und Taxonomie von Reptilien und Amphibien im Nahen Osten. Er wirkte bei mehreren Expeditionen nach Transjordanien, in den Negev und auf die Sinai-Halbinsel mit. Seine sorgfältigen und umfangreichen Taxonomiestudien führten zur Erstbeschreibung von mehreren neuen Taxa und zur Unterscheidung von Arten, deren Status lange ungeklärt war.
Haas beschrieb die Reptilienarten Acanthodactylus hardyi, Acanthodactylus schmidti, Atractaspis engaddensis, Pseudoceramodactylus khobarensis, Stenodactylus grandiceps, Stenodactylus slevini und Trigonodactylus arabicus. 1951 beschrieb er die Schneckenart Elia elonensis.
Im Verlauf der Zeit wandte sich Haas mehr und mehr der Paläontologie zu, wobei vor allem die Schlangenfossilien des Cenomans (Oberkreide), die in der Fossillagerstätte Ein Yabrud in der Nähe von Ramallah in den Judäischen Bergen gefunden wurden, sein Interesse weckten. Eine Art, Haasiophis terrasanctus, die von Haas entdeckt und im Jahr 2000 von Eitan Tchernov beschrieben wurde, hatte gut entwickelte Hinterbeine.
Während seiner gesamten Laufbahn interessierte sich Haas für Fragen der Anatomie, insbesondere der Kiefermuskulatur. Forschungsarbeiten, mit denen er versuchte, Schlüsselfragen der Phylogenese und Klassifikation zu beantworten, behandelten unter anderem den mittelamerikanischen Spitzkopfpython (1955), die Höckerechsen (Xenosaurus) und die Chinesische Krokodilschwanzechse (1960) sowie verschiedene Giftschlangen und primitive Schlangen. Zwischen 1929 und 1982 veröffentlichte Haas 77 Schriften, 45 davon sind herpetologischer Natur.

## Schülerinnen und Schüler
Haas war Professor an der Hebräischen Universität Jerusalem. Zu seinen bekanntesten Studenten zählen Eitan Tchernov, Elazar Kochva, Eviatar Nevo, Yehudah L. Werner, Ephraim Katzir, der von 1973 bis 1978 israelischer Staatspräsident war, sowie Renana Leshem, die Tochter von David Ben-Gurion.

## Auszeichnungen und Dedikationsnamen

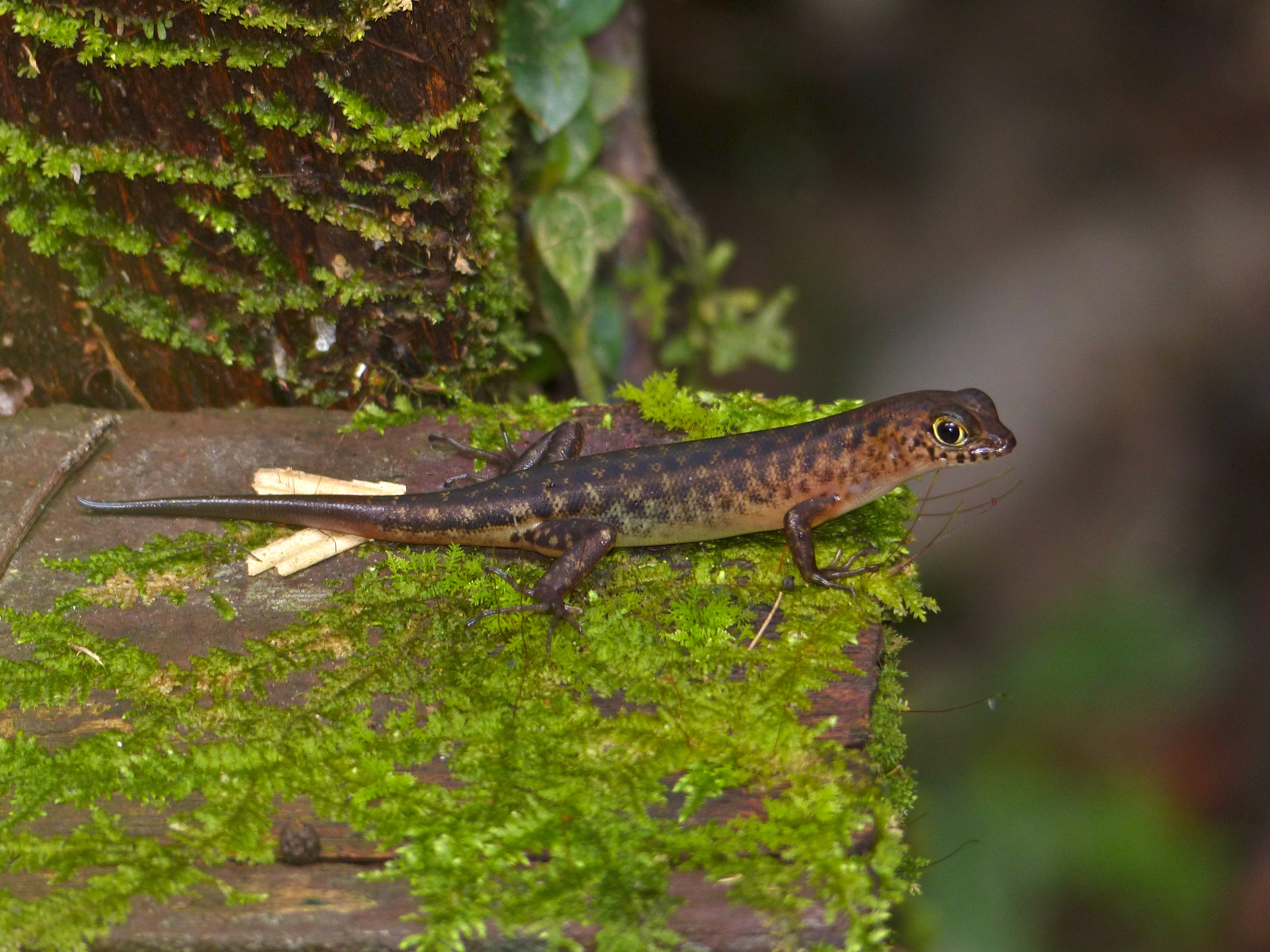
Die Skinkart Sphenomorphus haasi aus Sarawak wurde 1965 von Robert F. Inger und William Hosmer zu Ehren von Georg Haas benannt.

1963 erhielt Georg Haas den Rothschild-Preis in Lebenswissenschaften. 1966 wurde er zum Mitglied der Israelischen Akademie der Wissenschaften gewählt.
Nach Haas sind die Echsenart Acanthodactylus haasi und die Skinkart Sphenomorphus haasi, die Schneckenarten Truncatellina haasi aus der Familie der Windelschnecken (Vertiginidae), Cristataria haasi aus der Familie der Schließmundschnecken (Clausiliidae), Euchondrus haasi aus der Familie der Vielfraßschnecken (Enidae) und Mathilda haasi (heute ein Synonym von Mathilda gemmulata) aus der Meeresschneckenfamilie Mathildidae, die Unterart Elia moesta georgi aus der Familie der Schließmundschnecken sowie die fossile Schlangengattung Haasiophis benannt.